# Artamonov-sagen
Artamonov-sagen (russisk: Дело Артамоновых) er en sovjetisk film fra 1941 af Grigorij Rosjal.

## Medvirkende
- Sergej Romodanov som Ilja Artamonov
- Tamara Tjistjakova som Uljana Bajmakova
- Mikhail Derzjavin som Pjotr Artamonov
- Vera Maretskaja som Natalja
- Vladimir Balasjov som Nikita